# Бретт Келлі
Бретт Келлі (англ. Brett Kelly; нар. 30 жовтня 1993, Ванкувер, Британська Колумбія, Канада) — канадський актор.

## Біографія
Народився у Ванкувері, Канада. Після закінчення школи вступив до Університету Британської Колумбії.

## Кар'єра
Вперше епізодично з'явився у кіно 2001 року. У вісім років пройшов кастинг на роль наївного хлопчика Термана у комедії «Поганий Санта», яка вийшла 2003 року. З того часу постійно отримував кінороль, зокрема: «Як Майк 2: Стрітбол», «Гаманець чи життя», «Запасне скло». Після ролі у комедії «Круті кекси» актор зосередився на навчанні. Через декілька днів після здачі останнього іспиту Бретта запросили знову зіграти Термана у «Поганому Санті 2». Для цієї ролі актор погладшав на 40 фунтів.

## Фільмографія

### Фільми
| Рік  | Назва                               | Оригінальна назва              | Роль              | Примітки               |
| ---- | ----------------------------------- | ------------------------------ | ----------------- | ---------------------- |
| 2001 | «Убий мене пізніше»                 | Kill Me Later                  | дитина            |                        |
| 2001 | «Відморожені»                       | Out Cold                       | Тобі              |                        |
| 2002 | «Обманщики»                         | Cheats                         | Семмі             |                        |
| 2003 | «Поганий Санта»                     | Bad Santa                      | Терман            |                        |
| 2005 | «Пустир 2»                          | The Sandlot 2                  | Мак               | відео                  |
| 2006 | «Як Майк 2: Стрітбол»               | Like Mike 2: Streetball        | Родні             | відео                  |
| 2006 | «Неповнолітні без нагляду»          | Unaccompanied Minors           | Тімоті Веллінгтон |                        |
| 2006 |                                     | Just a Phase                   | Джексон           | телефільм              |
| 2007 | «Гаманець чи життя»                 | Trick 'r Treat                 | Чарлі             |                        |
| 2008 | «Патологія»                         | Pathology                      | мертва дитина     | в титрах не зазначений |
| 2008 | «Удар по воротах 3: Молодіжна ліга» | Slap Shot 3: The Junior League | Дікі Данн ІІІ     | відео                  |
| 2009 | «Запасне скло»                      | What Goes Up                   | член хору         |                        |
| 2010 | «Круті кекси»                       | High School                    | Мартін Гордон     |                        |
| 2016 | «Поганий Санта 2»                   | Bad Santa 2                    | Терман            |                        |

### Серіали
| Рік  | Назва                    | Оригінальна назва             | Роль          | Примітки  |
| ---- | ------------------------ | ----------------------------- | ------------- | --------- |
| 2001 | «Дивовижний світ Діснея» | The Wonderful World of Disney | Тед           | 1 епізод  |
| 2004 | «Мертві, як я»           | Dead Like Me                  | Френсіс       | 3 епізоди |
| 2007 | «Майстри жахів»          | Masters of Horror             | маленький Джо | 1 епізод  |